# Anne Méniane
Anne Méniane (* 11. Juni 1959 in Paris) ist eine französische Badmintonspielerin. 

## Karriere
Anne Méniane siegte 1978 erstmals bei den nationalen Titelkämpfen in Frankreich. Insgesamt konnte sie 20 Meisterschaftsgewinne für sich verbuchen. 1986 gewann sie die French Open.

## Sportliche Erfolge
| Saison    | Veranstaltung              | Disziplin   | Platz | Name                                |
| --------- | -------------------------- | ----------- | ----- | ----------------------------------- |
| 1977/1978 | Französische Meisterschaft | Dameneinzel | 1     | Anne Méniane                        |
| 1977/1978 | Französische Meisterschaft | Mixed       | 1     | Jean-Claude Bertrand / Anne Méniane |
| 1977/1978 | Französische Meisterschaft | Damendoppel | 1     | Michèle Bontemps / Anne Méniane     |
| 1978/1979 | Französische Meisterschaft | Damendoppel | 1     | Michèle Bontemps / Anne Méniane     |
| 1978/1979 | Französische Meisterschaft | Dameneinzel | 1     | Anne Méniane                        |
| 1978/1979 | Französische Meisterschaft | Mixed       | 1     | Jean-Claude Bertrand / Anne Méniane |
| 1979/1980 | Französische Meisterschaft | Damendoppel | 1     | Fabienne Chaboussie / Anne Méniane  |
| 1979/1980 | Französische Meisterschaft | Dameneinzel | 1     | Anne Méniane                        |
| 1981/1982 | Französische Meisterschaft | Dameneinzel | 1     | Anne Méniane                        |
| 1981/1982 | Französische Meisterschaft | Damendoppel | 1     | Anne Méniane / Catherine Lechalupé  |
| 1983/1984 | Französische Meisterschaft | Dameneinzel | 1     | Anne Méniane                        |
| 1983/1984 | Französische Meisterschaft | Mixed       | 1     | Jean-Claude Bertrand / Anne Méniane |
| 1983/1984 | Französische Meisterschaft | Damendoppel | 1     | Anne Méniane / Viviane Bonnay       |
| 1984/1985 | Französische Meisterschaft | Damendoppel | 1     | Anne Méniane / Sylvie Debienne      |
| 1984/1985 | Französische Meisterschaft | Dameneinzel | 1     | Anne Méniane                        |
| 1984/1985 | Französische Meisterschaft | Mixed       | 1     | Jean-Claude Bertrand / Anne Méniane |
| 1985/1986 | Französische Meisterschaft | Damendoppel | 1     | Anne Méniane / Sylvie Debienne      |
| 1985/1986 | Französische Meisterschaft | Dameneinzel | 1     | Anne Méniane                        |
| 1985/1986 | Französische Meisterschaft | Mixed       | 1     | Jean-Claude Bertrand / Anne Méniane |
| 1986      | French Open                | Damendoppel | 1     | Anne Méniane / Catherine Lechalupé  |
| 1987/1988 | Französische Meisterschaft | Mixed       | 1     | Jean-Claude Bertrand / Anne Méniane |
| 1989      | Makkabiade 1989            | Damendoppel | 1     | Anne Méniane / Liz Aronsohn         |